# Charles Richman
Charles J. Richman (12 de janeiro de 1865 – 1 de dezembro de 1940) foi um ator de cinema e de teatro estadunidense que iniciou sua carreira na era do cinema mudo. Atuou em mais de 40 peças teatrais entre 1896 e 1936, e atuou em 67 filmes entre 1914-1939.

## Biografia
Richman nasceu em Chicago, Illinois, e iniciou sua carreira no teatro, com grande sucesso. Atuou em cerca de 40 peças para a Broadway, sendo que a sua primeira peça, em 1896, foi The Countess Gucki. Sua última peça foi And Stars Remain, em 1936. Atuou ao lado de estrelas tais como Ethel Barrymore, Douglas Fairbanks, Edwin Stevens, Alice Brady, entre outros. Ator dramático de sucesso na Broadway, no cinema, porém, nunca alcançou a mesma fama que tivera no teatro.
Seu primeiro filme foi Back to Broadway, em 1914, ao lado de Anita Stewart, para o Vitagraph Studios. Em seguida, foi protagonista em alguns filmes, e atuou ao lado de estrelas, tais como Norma Talmadge e Arline Pretty. Em 1916, atuou no seriado The Secret Kingdom. Ao longo da carreira, os filmes começaram a diminuir, e atuou em pequenos papéis, algumas vezes nem creditado. Entre seus filmes destacam-se Becky Sharp (1935), The Life of Emile Zola (1937) e Dark Victory (1939). Seu último filme foi Exile Express, em 1939, num pequeno papel não-creditado.

## Vida pessoal e morte
Casou em 1900 com Jane Grey (1871-1952), com quem ficou casado até sua morte, em 1940. Tiveram dois fiilhos, Grey Duval Richman (1906 – 1947) e Jane Grey Richman (depois Mrs. John McCarth).
Richman faleceu aos 75 anos no Bronx, Nova Iorque, em 1 de dezembro de 1940.

## Filmografia parcial
- Back to Broadway (1914)
- The Idler (1914)
- The Man From Home (1914)
- The Battle Cry of Peace (1915)

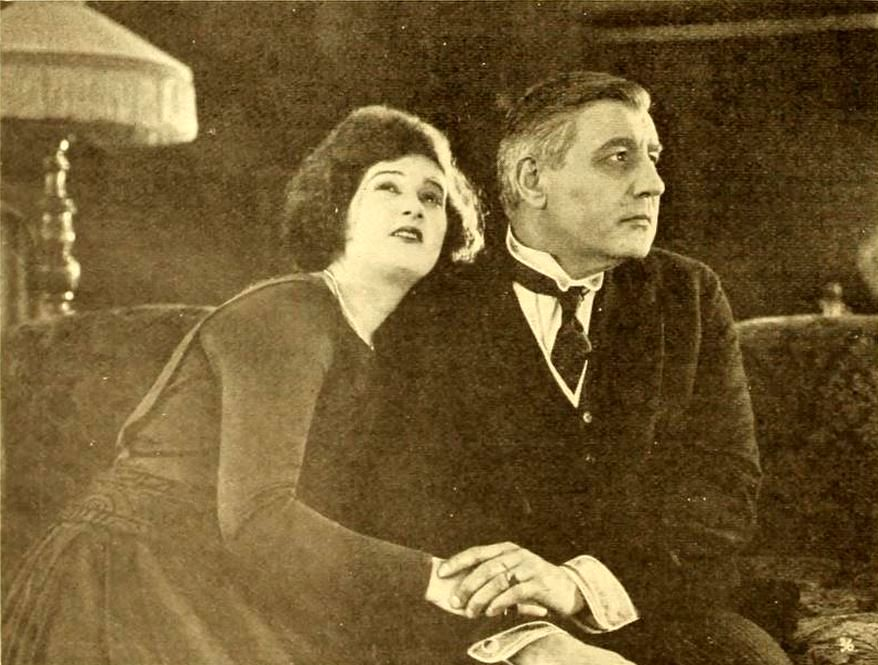
The Echo of Youth (1919), com Pearl Shepard e Charles Richman

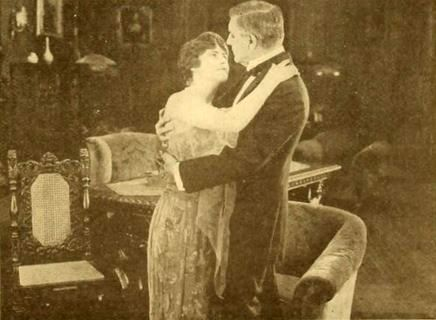
The Hidden Truth (1919), com Anna Case e Charles Richman

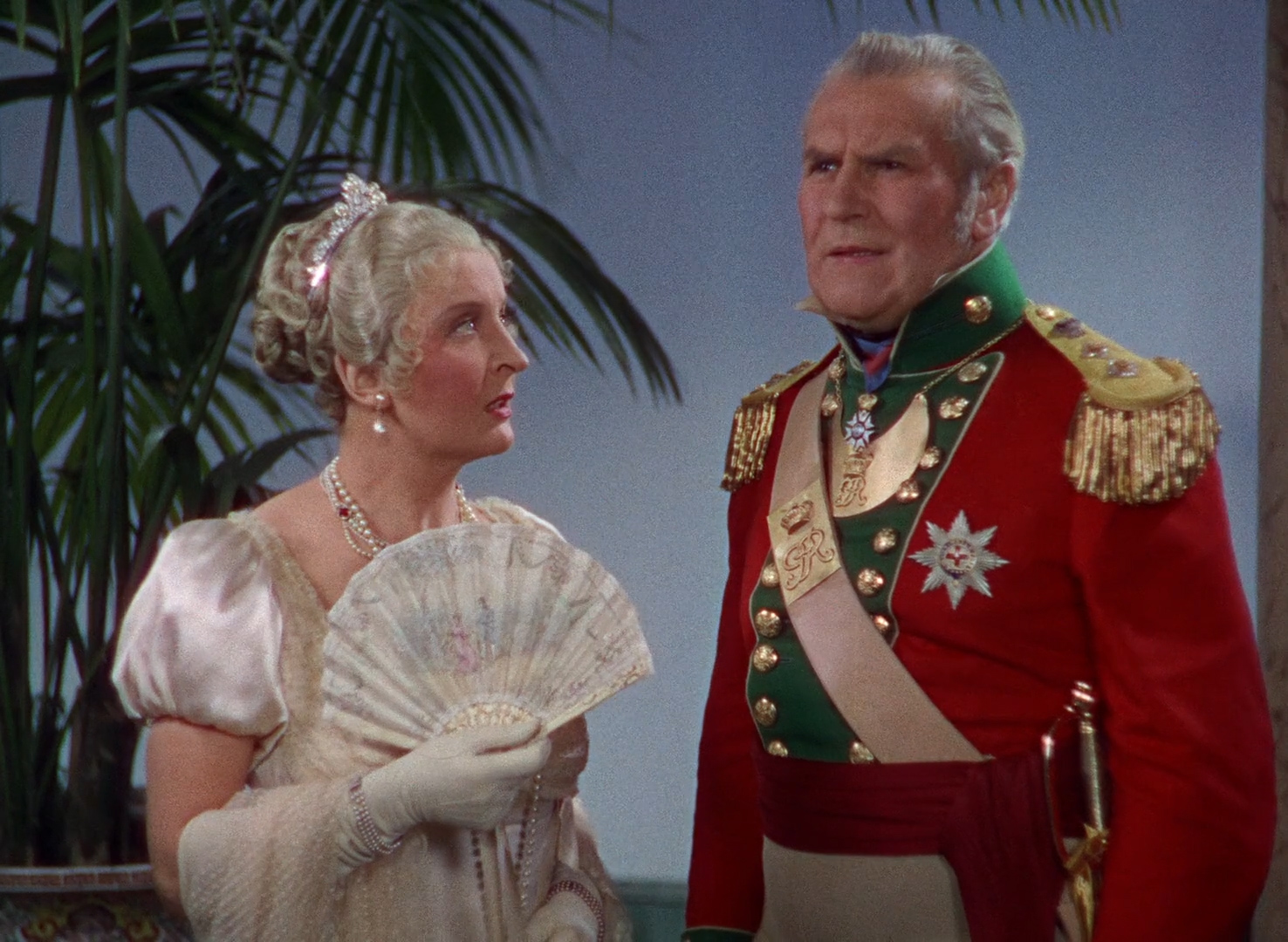
Doris Lloyd & Charles Richman em Becky Sharp (1935)

- The Surprises of an Empty Hotel (1916)
- The Secret Kingdom (1916)
- The Echo of Youth (1919)
- The Hidden Truth (1919)
- Curtain (1920)
- The Sign on the Door (1921)[5]
- The Strunggle (1931)
- After Office Hours (1935)
- George White's 1935 Scandals (1935)
- The Case of the Curious Bride (1935)
- The Glass Key (1935)[6]
- Becky Sharp (1935)[7]
- Thanks a Million (1935)
- Under Your Spell (1936)
- The Ex-Mrs. Bradford (1936)
- The Life of Emile Zola (1937)
- Stella Dallas (1937)
- Nothing Sacred (1937)
- Fit for a King (1937)[8]
- The Adventures of Tom Sawyer (1938)
- Holiday (1938)
- The Cowboy and the Lady (1938)
- Devil's Island (1939)
- Dark Victory (1939)
- Exile Express (1939)

## Peças (lista parcial)
- The Countess Gucki (1896)
- Miss Hobbs (1899)
- A Royal Family (1900)
- The Wilderness (1901)
- The Unforeseen (1903)
- The Rose of the Rancho (1908)
- The Fighting Hope (1908)
- Diplomacy (1910)
- The School for Scandal (1923)
- Love Is Like That (1927)
- The Girl Outside (1932)
- And Stars Remain (1936)